# Елвис Пресли
Елвис Арон Пресли (енгл. Elvis Aaron Presley; Тупело, 8. јануар 1935 — Мемфис, 16. август 1977) био је амерички певач и глумац. Познат је под надимком „Краљ Рока”, а сматра се једном од најзначајнијих културних личности 20. века. Продао је више од 700 милиона плоча и играо у 33 филма. Умро је 1977. од последица срчаног удара.
Елвис је културна икона, и један од симбола популарне музике двадесетог века. Својим наступима и популарношћу направио је револуцију у популарној култури, поставши прва музичка звезда која је стекла несвакидашњу славу на глобалном нивоу, уз то уживајући статус секс симбола и извођача који је направио прекретницу у сфери музике као културолошке гране.
Рођен је у Тупелу, Мисисипи. Са 13 година се са породицом преселио у Мемфис, Тенеси. Своју музичку каријеру је почео када је власник „Sun Records”-а Сем Филипс, жељан да ширем аудиторијуму приближи звук Афро-америчке музике, видео у Елвису потенцијал да то оствари. У пратњи гитаристе Скотија Мура и басисте Била Блека, Елвис је један од зачетника рокабилија, убрзаног споја кантрија и R&B-а. RCA Victor је са њим потписала уговор по коме ће пуковник Том Паркер бити његов менаџер следеће две деценије. Његов први сингл за ту издавачку кућу, „Heartbreak Hotel” изашао је у јануару 1956. и одмах је постао хит број један. Постао је водећа фигура новог рокенрол звука са више јавних појава на телевизији и великих хитова. Његов начин извођења и енергични покрети учинили су га једним од најпопуларнијих извођача, али и најконтроверзнијих.
Филмску каријеру започео је 1956. филмом „Воли ме нежно”. Углавном је играо у музичким филмовима осредње вредности, али с насловним песмама које су редовно постајале хит. У периоду од 1957. до 1966. Пресли се налазио на листи десет најкомерцијалнијих америчких глумаца.
Године 1975. настају озбиљни здравствени проблеми, дијабетес, гастритис, а придружује се и дрога од које је Пресли постао зависан. Године 1977. доживљава срчани удар, али не мења начин живота. Дана 16. августа 1977. Елвис пада у дубоку кому због прекомерне употребе дроге. Доктори покушавају да му спасу живот али не успевају. У тренутку смрти је имао 43 године.
Елвис је још за живота постао легенда: за двадесетак година рада објавио је 97 плоча, а на врховима топ-листа провео је чак 996 недеља.
Његова ћерка је Лиса Мари Пресли.

## Биографија

### Ране године (1935—1953)
Елвис Пресли се родио 8. јануара 1935. у граду Тупело, у савезној држави Мисисипи. Мајка му је била 22-годишња Гладис Лав Пресли, а отац 18-годишњи Вернон Елвис. Јесе Гарон Пресли, Елвисов брат и идентични близанац, родио се 35 мин раније као мртворођенче. Као јединац, Елвис је био врло близак с оба родитеља, а изразито с мајком. Rev. Rex Humbard officiated at his funeral, as Presley had been an admirer of Humbard's ministry.
Елвисови преци били су западноевропског порекла. С мајчине стране шкотско-ирског порекла, те деломично француско-норманског порекла, а једна пра-пра-прабака била је Чероки индијанка. Очеви корени су били шкотски и немачки. Мајку су већина пријатеља и родбине сматрали доминантом особом породице, док је Вернон мењао послове, не показујући амбиције. Породица је често зависила о помоћи пријатеља, шире породице и државе. Године 1938. Вернон је завршио у затвору на осам месеци због кривотворења чекова за плаћање станарине, па су то време Гладис и Елвис провели код рођака. У септембру 1941. Елвис је кренуо у први разред основне школе „Источни консолидовани Тупело”, где су га учитељи сматрали просечним учеником. Након што је певањем Ред Фолејеве кантри песме Old Shep током јутарње молитве, импресионирао учитеље, Елвиса су наговорили да наступи на певачком такмичењу. Тако је 3. октобра 1945. на Мисисипи-Алабама сајму Елвис први пут јавно наступио. Десетогодишњи Елвис одевен у каубоја, стојећи на столици како би досегао микрофон, певао је пјесму Old Shep и освојио пето место. Неколико месеци касније добио је за рођендан своју прву гитару, а према различитим изворима надао се нечему другоме, бициклу или пушки. Током неколико следећих година два ујака и свештеник у цркви дали су му прве поуке из свирања гитаре.
Кренувши у нову школу (Милам) у шести разред, у септембру 1946. Елвиса су сматрали самотњаком. Следеће године почео је да свакодневно у школу носи гитару, те је током одмора свирао. У то време породица је становала у насељу где је превладавала афроамеричка заједница. Пресли је у то време био љубитељ радио емисије „Mississippi Slim's show” на радио станици WELO, из Тупела. Млађи брат Слима ишао је с Елвисом у разред, те је често знао да поведе Елвиса у радио станицу, где је Слим Елвису показивао трикове свирања гитаре. Када је Елвис имао 12 година, Слим је своме штићенику осигурао два наступа уживо на радио станици. Први наступ није успео због Елвисове треме, док је други био успешан.

### Средњошколски живот у Мемфису
У новембру 1948. породица се сели у Мемфис, у савезној држави Тенеси. Након што су се готово годину дана селили и становали као подстанари, додељен им је двособан стан у стамбеном комплексу који је у то време назива Кортс.
Елвис је уписао средњу школу Humes High School, где је на крају осмог разреда из музичког добио само оцену Ц (што је слично оцени 3 у нашим школама). Следећег дана на час је дошао с гитаром и наставници отпевао тадашњу актуелну песму Keep Them Cold Icy Fingers Off Me, како би доказао супротно. Један од колега из разреда сећа се да се учитељица сложила с Елвисом како не цени његов начина певања. Срамежљив да би јавно наступао, Елвиса су често малтретирали у школи, те га погрдно називали „маминим дечкићем”. Године 1950. две и по године старији комшија Џеси Ли Денсон, учио га је да свира гитару. Њих двојица заједно с још три младића, од којих су двојица били будући пионири рокабилија, браћа Дорси и Џони Бурнет чинили су музички састав који је често наступао по комшилуку. У септембру те године почео је да ради као вратар у позоришту Loew's State Theater, а током школске године радио је и у предизећима Precision Tool и MARL Metal Products.
Током своје предзадње године средње школе (енгл. junior) Елвис се значајно разликовао од осталих ученика фризуром. Пустио је залиске, те у косу стављао ружино уље и вазелин. Често је боравио у срцу тада растуће блуз сцене у Мемфису, у улици Beale, гледајући пожудно на дивну и шарену одећу излога дућана Lansky Brothers. У задњој години средње школе почео је и да носи такву одећу. У априлу 1953. је савладао страх од наступања изван стамбеног комплекса Кортс, те је наступио на годишњем Humes's Annual „Minstrel” шоуу, свирајући и певајући. Наступ је започео тадашњим хитом Терезе Бру Till I Waltz Again with You. Касније се Пресли присећао како је након тог наступа постао популаран у средњој школи.
Елвис који никада није формално учио музику или научио да чита музику, учио је и свирао по слуху. Често је походио трговине с грамофонским плочама које су имале џубоксове и кабине за слушање. Знао је све песме Ханка Сноуа, те је волео музику других кантри извођача, као што су нпр. Рој Акуф, Ернест Туб, Тед Дафан, Xими Роxерс, Xими Дејвис, и Боб Вилс. Значајан утицај на његов начин певања имао је и госпел певач Џејк Хес. Волео је и песме госпел извођачице сестре Розете Тарп. Често је слушао и блуз музику уживо, у вечерима које су биле одређене само за белачку публику, као што је тада био обичај на југу САД. Многе Елвисове песме надахнуте су музиком локалних афроамеричких извођача као што су нпр. Артур Крудуп и Руфус Томас. Често је слушао радио емисије с музиком афроамериканаца, тадашњим њиховом духовним, блуз, блекбит-хеви звуком ритам и блуза. Б. Б. Кинг се присетио да је Елвиса познавао пре његове славе, те да су обоје често боравили у улици Beale. До краја средње школе у јуну 1953. Пресли је одлучио да се бави музиком.

### Прва снимања плоча (1953—1955)
У августу 1953. Елвис је посетио студио предузећа Sun Records. Намеравао је да плати за неколико минута у студију како би снимио двострани ацетат диск (врста грамофонске плоче које се одмах након снимања могла репродуковати) са песмама: My Happiness и That's When Your Heartaches Begin.
Касније је тврдио како је плочу намеравао поклонити мајци или како га је само занимало како ће звучати запис, иако је у суседству постојао много јефтинији аматерски начин снимања плоча. Његов биограф, Петер Гуралник, тврди да је одабрао Sun у нади да ће га тако открити. Када га је рецепционерка Марион Кеискер питала коју врсту музике пева, одговорио је да пева све врсте. Даље је инсистирала с питањем коме сличи, на што је одговорио да не сличи никоме. Након снимања, шеф предузећа Sun Sam Phillips, рекао је Кеискер да запише име младића, на шта је она додала властити коментар да је добар певач балада. (енгл. Good ballad singer. Hold.) Други ацетат је снимио у јануару. 1954. с песмама I'll Never Stand In Your Way и It Wouldn't Be the Same Without You. Ова снимања нису произвела резултате.
Недуго након тога неуспешно је покушао на аудицији за локални вокални квартет Songfellows. У априлу је почео да вози камион за предузеће Crown Electric. Један од чланова Џим Хамил касније је тврдио да су га одбили, због недостатка слуха за хармонију, а не због тога што није знао да пева. Елвисев пријатељ Рони Смит након што је с Елвисом наступио неколико пута, препоручио му је да покуша да разговора са Еди Бондом, вођом Смитовог професионалног банда, који је тада тражио певача. Након пробе Бонд га је одбио, те му препоручио да се држи вожње камиона.
За то време шеф предузећа Sun, Филипс тражио је певача који би звук афроамеричких уметника могао приближити широј публици. Кеискер је касније наводила како је Филипс знао говорити како би зарадио милијарду долара када би пронашао белца с црначким звуком и црначким осећајем. У јуну, добио је снимак баладе Without You", која је припадала неком младом певачу. Пресли је дошао у студио, али није успео да отпева довољно добро. Упркос тога, Филипс је замолио Преслија да отпева колико год песама зна. То је било довољно да Филипс позове два локална музичара, гитаристу Винфилда „Скоти” Мура и басисту Бил Блека, како би одрадили нешто за снимак. Снимање које се одвијало 5. јула није текло по вољи музичара, све до касно у ноћ, када су већ хтели да одустану. Тада је Елвис узео гитару и почео да свира песму Артура Крудупа из 1946. That's All Right. Његовом плесу и свирању придружили су се остали музичари, а Филипс је успео да сними звук који је тражио. Три дана касније на популарном ДЈ Дјуи Филипсу пустио је снимак у својој емисији Red, Hot, and Blue show, а слушаоци су почели да позивају и да се распитују о певачу. Занимање је било такво да је ДЈ пуштао песму непрекидно следећа два сата. Током интервјуа с Прислијем ДЈ је питао у коју средњу школу је ишао, како би људима приказао боју коже певача, будући да су многи нагађали да је певач Афроамериканац.
Сљедећа три дана трио је снимао песму Bluegrass Била Монроа Blue Moon of Kentucky, у њиховом посебном стилу уз посебан ехо ефект који је Сам Филипс назвао „slapback”. Издан је сингл на чијој А страни се налазила „That's All Right”, а на Б страни „Blue Moon of Kentucky”.
Први јавни наступ је био 17. јула у клубу Bon Air. На крају месеца наступили су као предгрупа Слиму Витману, у Овертон Парк Шелу.
Комбинација наглих покрета према ритму, те нервозе пре наступа пред публиком, код Елвиса је изазвала трзање ногу док је наступао. Све то уз његове панталоне широког кроја, које су наглашавале његове покрете, код младих жена у првим редовима изазивале су врискове.
Убрзо су Мур и Блек напустили своје групе те наступали уз Елвиса, а ДЈ и промотор Боб Нил постао је менаџер трија. Од августа до октобра трио је често наступао у клубу, те снимао у студију Sun, Пресли је поступно прерастао трему. Према Муру, Елвисове кретње биле су природне, али је био свестан реакција публике, те је врло брзо развијао оно што је деловало.
Једини наступ у Grand Ole Opry у Нешвилу, Елвис је имао 2. октобра. Након првог наступа управник Дим Дени рекао је Филипсу да певач није лош, али није прикладан за програм. Две недеље касније Елвис је наступио у радио емисији Louisiana Hayride, главном конкуренту. Емисију је преносило 198 радио станице у 29 држава. Први излазак обележила је Елвисова нервоза, док је други излазак био смирени и енергичан наступ којим је одушевио публику. Бубњар емисије Д.Ј. Фонтана донео је нови елемент у наступ, наглашен ритам који је усавршио свирајући у стрип клубовима, што је надопунило Елвисове кретње. Након првог наступа Пресли је ангажиран да се годину дана сваке суботе појављује у емисији. Своју стару гитару продао је за 8, америчких долара а купио је Мартин за 175, америчких долара а трио је почео да наступа у различитим местима у Хјустону, Тексас, и Тексаркана, Аркансас.
До ране 1955. наступи у емисији Hayride, сталне турнеје и добро прихваћене плоче, учиниле су Елвиса регионалном звездом.
У јануару Нил је потписао уговор с Преслијем, те је певач заокупио пажњу пуковника Том Паркера, који се сматран најбољим промотором у музичкој индустрији. Након што је успешно водио каријеру водеће кантри звезде Еди Арнолд, водио је и нову звезду Ханк Сноуа. Паркер је повео Преслија на Сноуову турнеју фебруару. У граду Одеса, Тексас, тада 19-годишњи Роy Орбисон видео је први пут наступ Преслија. Пресли је први пут наступио на телевизији 3. марта у Louisiana Hayride. Убрзо након тога није успео на аудицији за емисију Артура Годфрија Talent Scouts (ЦБС телевизијска мрежа).
До августа предузеће Sun је издало више од десет плоча с главним саставом Елвис Присли, Скоти и Бил. Мешавина музичких изражаја који је красио Елвиса, задавао је потешкоће у почетку. Кантри радио станице нису пуштале Елвисове песме, јер су имале превише сличности музиком афроамеричких уметника, док ритам и блуз радио станице га нису пуштале због тога што је превише звучао кантри (као енгл. hillbilly). Та мешавина је постала позната као рокабили.
Пресли је у августу 1955. обновио уговор са менаџером Нилом, а тиме је и Паркер постао његов саветник. Група је наставила да даље интензивно наступа током друге половине године. Трио је постао квартет када се за стално придужио бубњар из шоа Hayride, Фонтана. Средином октобра неколико наступа су имали уз Бил Хејлија, чија је песма Rock Around the Clock била број један претходне године. Хејли је приметио да Пресли има природни осећај за ритам и саветовао га је да мање пева баладе.
На конвенцији кантри ДЈ у новембру, Пресли је за ту годину проглашен извођачем који највише обећава. Неколико издавача је показало интерес да с њиме потпише уговор. Након што је неколико већих понудило 25000, америчких долара Паркер и Филипс договорили су се с предузећем RCA Victor 21. новембра да откупе Елвисов уговор за 40000, америчких долара тада јединствену цену. Двадесетогодишњи Пресли је још увек је био малолетан, те је његов отац потписао уговор. Паркер је с власницима предузећа Hill and Range Publishing„, Џин и Џулијан Абербач, договорио да створе два нова ентитета, Elvis Presley Music и Gladys Music, преко којих би се управљало свим новим снимљеним материјалима. Писци песама били су дужни да се унапред одрекну трећине уобичајеног хонорара, ако би желели да Елвис изводи њихове песме. До децембра РЦА је почела жестоку промоцију новог певача, и до краја месеца издала бројна реиздања његових материјала.

### Комерцијални успех
Прво снимање за ново предузеће РЦА, било је 10. јануара 1956. у Нашвилу. Редовној постави Мур, Блек и Фонтана, предузеће је додало Флојда Крејмера за клавиром, гитаристу Хет Аткинса, и три певачка вокала, од којих је један био Гордон Стокер из тада популарног квартета Jordanaires. Сарадњом је настала песма Heartbreak Hotel, издана као сингл 27. јануара. Паркер је успео да уговори за Елвиса шест појављивања током два месеца на националној телевизији у ЦБС-овом Stage Show. Програм који је сниман у Њујорку водили су наизменично Томи и Џими Дорси, обојица вође оркестра (тј. big banda). Након првог наступа 28. јануара остао је у Њујорку, где је снимао у тамошњем РЦА студију. Од снимака из тог времена издано је осам песама, укључујући и обраду песме Карл Перкинса Blue Suede Shoes. У фебруару, је Преслијева песма I Forgot to Remember to Forget, снимљена за Sun претходног августа дошла до врха Билбордова кантри листе. Истекао је менагерски уговор с Нилом, те је од 2. марта, Паркер постао Преслејев менаџер.
РЦА Виктор је 23. марта издала деби албум, наслова Еlvis Presley на којем се налазило пет старих песама (из снимака за Sun и седам нових.
Први наступ у НБЦ-ијевом Milton Berle Show Елвис је одрадио 3. априла. Неколико дана након тога, авиону којим су Елвис и његови колеге путовали из Нашвила, отказао је у лету мотор, те су умало доживели несрећу изнад Арканзаса, што је видно потресло путнике.
Дванаест недеља након издавања, песма Heartbreak Hotel постао је први Елвисов поп хит који је дошао до врха листе популарности. У априлу две недеље је наступао у Лас Вегасу у New Frontier Hotel and Casino. Његови наступи нису изазвали претерани успех код средовечних посетитеља. Током боравка у Лас Вегасу гледао је неколико наступа Freddie Bell and the Bellboys и њихову обраду песме Hound Dog” из 1953. блуз певачице Биг Мама Торнтон, аутора Џери Лејбера и Мајка Столера. Такво извођење постало је завршна песма на његовим наступима. Након наступа у граду Ла Крос, савезна држава Висконсин, хитна поруке је послата шефу ФБИ-а Ј. Едгар Хуверу у којој се наводило како је Елвис опасност за сигурност САД зато што његове песме и наступи узбуркавају сексуалне страсти младих људи.
Други наступ 5. јуна у Milton Berle Show, усред хаотичне турнеје, постао је контроверзан. Елвис је усред извођења брзе песме Hound Dog прекинуо музику покретима руке, те наставио спорију, стењајућу верзију, наглашену енергетским и претераним покретима тела. То је код већине тадашњих критичара изазвало негодовање.
Наступ у емисији био је одлично гледан, те је упкос свему Елвис добио наступ 1. јула у НБЦ-ијевом Steve Allen Show у Њујорку. Ален који није био љубитељ рокенрола, најавио је „новог Елвиса” који је с белом краватом и црним оделом отпевао Hound Dog. Ален је касније објаснио да је Елвиса само уклопио у хумористични аспект своје емисије. Следећег дана је Елвис снимио песму Hound Dog, уз Any Way You Want Me„ и Don't Be Cruel. The Jordanaires су отпевали хармонију за песму, као и у наступу у Алена Шоа, те се та сарадња наставила током 1960-их.
Аленов шоу први пут је у гледаности надмашио ЦБС-ов Ед Суливан Шоу. Након тога је Ед Саливан уговорио три наступа певача за тада рекордних 50000 УСД, иако се раније у јуну негативно изразио о Елвисовом наступу и плесу у Милтон Берл шоу. Глумац Чарлс Лотон водио је прву емисију уместо Саливана, који се опорављао од саобраћајне несреће. Елвисова извођење баладе Love Me Tender, подстакла је рекордне наруџбине тада још необјављене песме, те се сматра да је први наступ у Ед Саливановом шоу Елвиса учинио националном звездом.

### Војни рок и смрт мајке
Пресли је 23. марта регрутован у америчку војску у базу Форт Чејфи, у близини града Форт Смит, Аркансас. Његов долазак био је велики медијски догађај. Стотине људи скупиле су се око Елвиса када је изашао из аутобуса, а фотографи су га испратили до базе. Пресли је изјавио како се радује служењу и да не жели посебан третман. Убрзо након што је започео основну обуку у Форт Худу у Тексасу, посетио га је Еди Фадал, који је тврдио да је Елвис сматрао како му је каријера готова. Током двонедељног одсуства у јуну, ошишао је косу. У августу је његовој мајци дијагнозиран хепатитис и њено стање се нагло погоршало. Елвис је добио одсуство како би посетио мајку. Дошао је у Мемфис 12. августа, а два дана касније мајке је преминула од срчаног затајења у 46 години живота. Пресли је био скрхан.
Након обуке, Елвис је 1. октобра стигао у америчку базу у Немачкој, Фридберг. Тада је започео да користи амфетамине, као и многи у његовој јединици, те је веровао у њихову корист. Почео се бавити и каратеом. Своју плату коју је добијао као војник донирао је у добротворне сврхе, а за базу је купио ТВ. Док је био у Фридбергу, упознао је тада 14 годишњу Присилу, коју је седам година касније и оженио. У својој аутобиографији Присила наводи како је Паркер уверио Елвиса да би важније за његову каријеру било да служи као обичан војник, него да је у посебној служби (енгл. Special Services), што би му током војног рока омогућило да повремено наступа. Његови продуценти у РЦА посебно су се припремили за његов двогодишњи изостанак са сцене. С довољно необјављених снимљених материјала, редовно су издавали његове хитове. Тако је Елвис од почетка до краја војног рока имао десет песама међу првих 40, као што су нпр. Wear My Ring Around Your Neck, Hard Headed Woman и One Night 1958. године, те (Now and Then There's) A Fool Such as I и A Big Hunk o' Love 1959. РЦА је издала и четири компилације старих материјала.
Елвис се вратио у САД 2. марта 1960. године, а часно је отпуштен с чином наредника 5. марта. Воз који га је превозио из Њу Џерзија до Тенесија опседало је мноштво, те је на договорним местима наступио за обожаватеље.

### Филмска каријера (1960—1967)
У ноћи 20. марта почео је да снима у РЦА студију у Нешвилу, те је сингл Stuck on You издан и убрзо освојио прво место. После две недеље, након поновног снимања, издате су још две успешне баладе It's Now or Never и Are You Lonesome Tonight?, а касније и албум Elvis Is Back!. Албум издат тек неколико дана након што је завршено снимање песама убрзо је постао број два на листи популарности.
Повратак на ТВ екране био је у емисији The Frank Sinatra Timex Special, која је емитована 12. маја. Емисија је снимљена у марту, а Паркер је за осмоминутно певање у емисији договорио цену од 125000 УСД. Био је то једини Елвисов наступ пред публиком те године.
G.I. Blues, саундтрек Преслијевог првог филма након повратка био је број један албум у октобру. Његов први госпел ЛП Хис Ханд ин Мине” издан је два месеца касније. Албум је био 13. на САД поп листама док је у Великој Британији био 3.
У фебруару 1961. године Пресли је наступио на две добротворне приредбе у Мемфису, у корист 24 локалне добротворне организације. Пре наступа, РЦА је Елвису уручила плакету за 75 милиона проданих плоча широм света. Сав материјал за Елвисов следећи студијски албум Something for Everybody, снимљен је током дванаестосатног снимања у марту. Албум је био шести број један ЛП за Елвиса. Дана 25. марта хуманитарни концерт за Перл Харбор меморијал, на Хавајима, био је задњи Елвисов јавни наступ у следећих седам година.
Паркер је већ Елвису дао густи распоред снимања филмова, углавном музичких комедија. Пресли је инсистирао на озбиљнијим улогама, али ти филмови су били мање комерцијално успешни, па се вратио провереној формули. Током 1960-их снимио је 27 филмова, који су сви били лоше примљени од критичара, али врло исплативи. Од тих филмова 15 је пратио албум с филмском музиком, а 5 ЕП. Његова глума у готово три филма годишње утицала је на квалитет његове музике.
У првој половини декаде, три албума с филмском музиком постала су број један на поп листама, а најпопуларније песме су биле Can't Help Falling in Love (1961) и Return to Sender (1962), док је песма Viva Las Vegas постала прави хит касније. Од 1964. до 1968. Елвис је имао само једну песму међу првих десет и то госпел песму који је снимио 1960. године Crying in the Chapel„ објављену 1965. Од нефилмске музике, након што је у јуну 1962. издао албум Pot Luck, једини други нови материјал је био госпел албум How Great Thou Art (1967), којим је освоји први Грами, и то за духовну музику. Након Божића 1966. Елвис је запросио Присцилу Болије. Венчали су се 1. маја 1967. на краткој свечаности у Аладин хотелу у Лас Вегасу.

### Повратак
Преслијево једино дете Лиса Мари, рођена је 1. фебруара 1968. у време када је Елвис био врло незадовољан својом каријером. Паркер је његову каријеру поновно усмерио према телевизији. Уговорио је за њега ТБ емисију у продукцији НБЦ-а, која је снимљена у јуну 1968. године, а емитована 3. децембра 1968. Емисија је названа Елвис. Био је то његов први наступ пред публиком од 1961. Делови Елвисовог наступа уживо пред публиком обученог у црну кожу, подсетили су на Елвисове најбоље дане. До краја јануара 1969. сингл If I Can Dream, написан посебно за емисију дошао је до броја 12 на листама, док је албум с музичким записом дошао међу првих десет.
Охрабрен успехом емисије Елвис је започео низ снимања у студију American Sound Studio, из којих је настао хваљени албум From Elvis in Memphis објављен у јуну 1969. на којем се налази хит In the Ghetto издан у априлу. Од те серије снимака у American Sound Studio” издати су и успешни синглови: Suspicious Minds, Don't Cry Daddy и Kentucky Rain.
Након успеха, Пресли је намеравао да настави с редовним наступима уживо.
У мају је, нови „Интернационал хотел” у Лас Вегасу, објавио да је резервирао 57 Елвисових наступа током четири недеље с почетком од 31. јула. Мур, Фонтана и the Jordanaires су одбили да учествују, због тога што су се бојали да ће изгубити постојеће добро плаћене послове у Нешвилу. Пресли је скупио нову музичку пратњу, коју су предводили гитариста Џејмс Бартон и две госпел групе The Imperials и Sweet Inspirations.
Елвисов први наступ дошло је да види 2200 особа, међу којима бројне познате особе тог времена. На позорницу је изашао без најаве, те је доживео овације пре него што је засвирао, те на крају наступа. Након наступа на конференцији за новинаре, један од новинара га је ословио с титулом краља „The King” на што је Елвис прстом показао на Фатс Домина, који је у том тренутку излазио на позорницу. Паркер је следећег дана с управом хотела уговорио петогодишњи уговор по којем би Елвис наступао сваког фебруара и августа за годишњу плату од милион УСД. У новембру је почео да се приказује задњи играни филм у којем Елвис наступао као глумац Change of Habit, а исте године издан је и двоструки албум From Memphis To Vegas/From Vegas To Memphis који је садржао наступе уживо у хотелу, те снимке из студија American Sound Studio. Песма Suspicious Minds дошла је на број један поп листи, прва након седам година, а уједно и последња.
Присли се на почетку 1970. вратио у хотел Интернационал на први од месечних договорних наступа. Наступао је два пута у вечери, а снимци тих наступа су издани у албуму On Stage.
У фебруару је наступао на шест рекордно посећених наступа у Хјустону, у дворани Астродом. У априлу је издан сингле The Wonder of You, који је постао број један у Великој Британији, те је био при врху америчких листи. МГМ је снимао пробе и наступе у хотелу Интернационал током августа за документарни филм Elvis: That's the Way It Is. Пресли је тада већ наступао у трикоу, што је постао заштитни знак његових наступа уживо. Током овог ангажмана Елвису су претили убиством ако не плати 50000 УСД. Елвис је од 1950-их често добијао претње смрћу, често и не знајући за њих. ФБИ је ове претње схватио озбиљно те је на следећа два наступа појачано осигурање. Пресли је на наступима носио пиштољ Деринџер у десној чизми, те још један за ременом. Наступи су прошли без инцидента.
Албум That's the Way It Is направљен је тако да прати документарни филм, те је садржавао студијске и снимке наступа уживо. Након краја ангажмана у хотелу, 7. септембра Елвис се запутио на недељу дана дугу турнеју по америчком југу, први пут након 1958. У новембру је уследила још једна недељу дана дуга турнеја по западној обали.
Дана 21. децембра 1970. Елвис се сусрео с америчким председником Ричардом Никсоном у Белој кући, којом приликом је изразио свој патриотизам и презир хипи културе узимања дрога. Пресли је рекао Никсону да Битлси, чије је песме изводио на својим наступима, представљају тренд антиамериканизма и злоупорабе дрога у популарној култури. Године 1971. изашла су три Елвисова албума с нефилмском музиком. Критичари су најбоље прихватили Elvis Country, концептуални албум који се усредоточио на стандарде жанра. Најбоље продаван је био Elvis Sings the Wonderful World of Christmas.

### Растава брака
МГМ је поновно снимао Елвиса у априлу 1972, за документарни филм Elvis on Tour, који је добио награду Златни глобус за документарни филм те године.
Његов госпел албум He Touched Me, издат тог месеца, донео је Елвису други Грами.
Четрнаестодневна турнеја започела је с тада незабележена четири распродана концерта у њујоршком Мадисон Сквер Гардену. Концерт одржан 10. јула је снимљен, те је недељу дана касније издат Elvis: As Recorded at Madison Square Garden„, који је постао један од Елвисових најбоље продаваних албума. Након турнеје издат је сингл Burning Love који је ушао међу најбољих десет на америчким листама, те је био и посљедњи међу десет. У међувремену Елвис и његова супруга су се све више удаљавали, те су једва заједно становали. Резултат је била његова ванбрачна веза с Џојс Бова које је завршила трудноћом и побачајем, без Елвисовог знања.
Елвис и Присила раздвојили су се 23. фебруара 1972. након што је Присила објавила своју везу с Мајком Стоном, инструктором каратеа којег јој је Елвис препоручио. Пет месеци након тога, Елвисова нова девојка, Линда Томпсон, почела је да живи с њим. Пресли и његова супруга поднели су папире за раставу брака 18. августа.
У јануару 1973. Пресли је наступио на два добротворна концерта у корист фундације Kui Lee Cancer Fund и ТВ емисије Aloha from Hawaii. Прва емисија је снимљена и искориштена као проба и резерва за други наступ, који је емитован путем сателита 14. јануара. Било је то прво глобално емитирање концерта путем сателита. Елвисов костим с тог наступа постао је један од најпрепознатљивијих примерака његове раскошне концертне гардеробе. У фебруару је издат и пратећи двоструки албум који је постао број један, те је продан у преко 5 милиона примерака у САД. То је остао последњи Елвисов број један албум, који је издат за његова живота.
У ноћном наступу истог месеца на позорници су га напала четири мушкарца. Елвис се обранио уз помоћ особља обезбеђења. Иако су ти мушкарци били само преузбуђени обожаватељи, Елвис је био уверен да су то нападачи, које је Мајк Стон послао да га убију, те је био видно узрујан неколико дана, чак и претио да Стона треба убити. Лекари нису могли да га смире упркос примене великих доза лекова.
Растава брака је постала коначна 9. октобра 1973. Два пута током године предозирао се барбитуратима, те је након првог пута, лежао три дана у коми у апартману у хотелу. Пред крај 1973. хоспитализован је полукоматозан услед зависности од лека Демерол (опоидни аналгетик петидин). Упркос здравствених проблема 1974. наставио је да наступа по интензивном распореду. Наступи су често били лоши услед зависности и лошег здравља, мада су увек били распродати.
Вернон Пресли који је постао све више уплетен у синове финансије 13. јула 1976. отпустио је Елвисове телесне чуваре из Мемфисшке мафије, Ред Веста, Сони Веста и Дејвида Хеблера. Пресли и Линда Томпсон су се разишли у новембру, те је Елвис нашао нову девојку Џинџер Олден, коју је запросио и дао јој заручнички прстен, иако према многим изворима није имао озбиљне намере према њој.
Након снимања у студију у децембру 1973. из којег је произашло 18 песама, није ушао у студио све до 1974. Паркер је продао РЦА концертну плочу Elvis: As Recorded Live on Stage in Memphis”, снимљену 20. марта, на којој се налазила верзија песме How Great Thou Art за коју је Елвис добио трећу Грами награду. Пресли се вратио у студио у Холивуду у марту 1975. године, али Паркерови покушаји да уговори наставак снимања крајем године нису успели. Године 1976. РЦА је послала мобилни студио у Грејсланд, Елвисов дом, где су снимили нешто материјала. Од свих студијских материјала које је Елвис снимио између јула 1973. и октобра 1976, направљено је шест албума, од којих је пет ушло међу првих пет кантри албума, а три су била број један: Promised Land (1975), From Elvis Presley Boulevard, Memphis, Tennessee (1976) и Moody Blue (1977). Слично је било и са сингловима који иако нису били на врховима листи, бележили су добре резултате.

### Задња година и смрт
Наступи током 1977. постали су све лошији. Тако на концерту у граду Александрија, Луизијана, на позорници је био мање од једног сата, а нико га није могао разумјети, а за наступ у Батон Ружу није успео да изађе из кревета, те је турнеја отказана. Задњи сингл издат током његовог живота био је Way Down, издат 9. јуна, а задњи концерт је одржао у Индианаполису у Маркет Сквер Арени, 26. јуна.
Књига Elvis: What Happened?, коју су заједно написали отпуштени телохранитељи изишла је 1. августа. Било је то прво детаљно приказивање Елвисове злоупорабе дрога. Књига га је уништавала, те је покушао да спречи њено издавање нудећи новац издавачима. У то време већ је боловао од више болести (глауком ока, повишен крвни притисак, оштећење јетре). По распореду је требало да одлети из Мемфиса 16. августа 1977. на још једну турнеју. Тог послеподнева Џинџер Олден га је пронашла на поду купатила. Упркос покушаја да га оживе, смрт је проглашена 3:30 послеподне у Баптист меморијалној болници.
Амерички председник Џими Картер је дао изјаву којом је одао почаст Преслију као особи која је заувек променила лице америчке популарне културе. Хиљаде људи се окупило изван Грејсланда како би видели погреб. Сахрањен је 18. августа крај мајке на гробљу Forest Hill Cemetery. На последњем испраћају и поворци од Грејцеланда до гробља било је око 80 000 људи.

## Дискографија
| Студијски албуми - (1956) - (1956) - (1957) - (1960) - (1960) - (1961) - (1962) - (1965) - (1967) - (1969) - (1969) - (1970) - (1971) - (1971) - (1971) - (1972) - (1972) - (1973) () - (1973) - (1974) - (1975) - (1975) - (1976) - (1977) | Саундтрек-албуми (оригинални материјал) - (1957) - (1958) - (1960) - (1961) - (1962) - (1963) - (1963) - (1964) - (1964) - (1965) - (1965) - (1966) - (1966) - (1966) - (1967) - (1967) - (1968) |